# 2024年パリパラリンピックのスリナム選手団
2024年パリパラリンピックのスリナム選手団は、2024年8月28日から9月8日までフランスのパリで開催された2024年パリパラリンピックスリナム選手団の名簿。

## 選手団
- 人員: 選手 1人
- 開会式旗手:（ボランティア）

## 種目別選手・スタッフ名簿及び成績

### 陸上
| 選手                   | 種目           | 結果 | 順位 |
| ---------------------- | -------------- | ---- | ---- |
| シファロ・ベルフォート | 男子砲丸投 F46 | 棄権 | 棄権 |